# Grand Prix Argentyny 1977
Grand Prix Argentyny 1977 (oryg. Gran Premio de la Republica Argentina) – pierwsza runda Mistrzostw Świata Formuły 1 w sezonie 1977, która odbyła się 9 stycznia 1977, po raz 12. na torze Autódromo Oscar Alfredo Gálvez.
13. Grand Prix Argentyny, 12. zaliczane do Mistrzostw Świata Formuły 1.

## Wyniki

### Wyścig
| Poz. | Nr. | Kierowca           | Konstruktor                | Okrążeń | Czas/powód NU      | Poz. start. | Punktów |
| ---- | --- | ------------------ | -------------------------- | ------- | ------------------ | ----------- | ------- |
| 1    | 20  | Jody Scheckter     | Wolf-Ford                  | 53      | 1:40:11.19         | 11          | 9       |
| 2    | 8   | Carlos Pace        | Brabham-Alfa Romeo         | 53      | +43.24             | 6           | 6       |
| 3    | 12  | Carlos Reutemann   | Ferrari                    | 53      | +46.02             | 7           | 4       |
| 4    | 28  | Emerson Fittipaldi | Copersucar-Fittipaldi-Ford | 53      | +55.48             | 16          | 3       |
| 5    | 5   | Mario Andretti     | Lotus-Ford                 | 51      | Łożysko koła       | 8           | 2       |
| 6    | 22  | Clay Regazzoni     | Ensign-Ford                | 51      | +2 okrążenia       | 12          | 1       |
| 7    | 19  | Vittorio Brambilla | Surtees-Ford               | 48      | Brak paliwa        | 13          |         |
| NU   | 10  | Ian Scheckter      | March-Ford                 | 45      | Elektronika        | 17          |         |
| NS   | 16  | Tom Pryce          | Shadow-Ford                | 45      | Nie sklasyfikowany | 9           |         |
| NU   | 7   | John Watson        | Brabham-Alfa Romeo         | 41      | Zawieszenie        | 2           |         |
| NU   | 9   | Alex Ribeiro       | March-Ford                 | 39      | Przen napędu       | 20          |         |
| NS   | 26  | Jacques Laffite    | Ligier-Matra               | 37      | Nie sklasyfikowany | 15          |         |
| NU   | 4   | Patrick Depailler  | Tyrrell-Ford               | 32      | Przegrzanie        | 3           |         |
| NU   | 1   | James Hunt         | McLaren-Ford               | 31      | Zawieszenie        | 1           |         |
| NU   | 2   | Jochen Mass        | McLaren-Ford               | 28      | Wypadł z toru      | 5           |         |
| NU   | 3   | Ronnie Peterson    | Tyrrell-Ford               | 28      | Wypadł z toru      | 14          |         |
| NU   | 29  | Ingo Hoffmann      | Fittipaldi-Ford            | 22      | Silnik             | 19          |         |
| NU   | 11  | Niki Lauda         | Ferrari                    | 20      | Prob. z paliwem    | 4           |         |
| NU   | 18  | Hans Binder        | Surtees-Ford               | 18      | Wypadek            | 18          |         |
| NU   | 17  | Renzo Zorzi        | Shadow-Ford                | 2       | Skrz. biegów       | 21          |         |
| NW   | 6   | Gunnar Nilsson     | Lotus-Ford                 |         |                    | 10          |         |

### Najszybsze okrążenie
- James Hunt: 1:51.060